# 埃利斯鎮區 (阿肯色州克羅斯縣)
埃利斯鎮區（英語：Ellis Township）是位於美國阿肯色州克羅斯縣的一個行政鎮區。

## 地方資料
埃利斯鎮區的面積為90.10平方千米，當中陸地面積為89.69平方千米，而水域面積為0.41平方千米。根據2010年美國人口普查的數據，當地共有人口495人，而人口密度為每平方千米5.49人。